# Deilinghofen
Deilinghofen ist ein Stadtteil von Hemer. Deilinghofen liegt im Märkischen Kreis (Nordrhein-Westfalen) im Sauerland. Bekannt ist Deilinghofen insbesondere durch das Felsenmeer, die nördlichste Karstlandschaft in Deutschland.

## Geschichte
Deilinghofen wurde erstmals im 11. Jahrhundert als Thiadninghouen im Urbar der Reichsabtei Werden erwähnt. Aber schon vorher befand sich eine Siedlung dort, in der das Eisenerz aus dem Felsenmeer verhüttet wurde. Eine Erwähnung des Ortes unter dem Namen Dedelinchove datiert auf den 8. September 1306 in einer Urkunde des Klosters Oelinghausen. Im Laufe der Zeit wurde der Ort auch Dedelinchouen, Delinchouen oder Deylinckhoven genannt. Der Ortsname Deilinghofen erscheint erstmals 1841 in einer Ortschaftstabelle. Die Deutung des Ortsnamens kann nach der Erstnennung mit „bei den Hufen der Leute des Thiedin/des Theudin“ umschrieben werden.
Deilinghofen gehörte im Spätmittelalter und der Frühen Neuzeit in eigener Bauerschaft (Dielinckhave) im Amt Iserlohn zur Grafschaft Mark. Laut dem Schatzbuch der Grafschaft Mark von 1486 hatten die 29 Steuerpflichtigen in der Bauerschaft zwischen ½ oirt und 12 Goldgulden an Abgabe zu leisten. Größter Steuerzahler war Henneke van Ryncke mit 12 Goldgulden. Im Jahr 1705 waren in der vergrößerten Bauerschaft Im Dorf Dellinghofen 36 Steuerpflichtige mit Abgaben an die Rentei Iserlohn im Kataster verzeichnet.
Im 19. Jahrhundert war Deilinghofen eine von ursprünglich 14 Gemeinden des Amtes Hemer im damaligen Kreis Iserlohn. Im Jahr 1885 gab es in der Landgemeinde Deilinghofen auf 763 ha Fläche, davon 261 ha Ackerland, 32 ha Wiesen, 423 ha Holzungen, 6 Wohnplätze, 138 Wohnhäuser mit 191 Haushaltungen und 1011 Einwohner. Am 1. April 1929 wurde die bis dahin selbständige Gemeinde Brockhausen nach Deilinghofen eingemeindet. Am 1. Januar 1975 wurde mit dem Sauerland/Paderborn-Gesetz das Amt Hemer aufgelöst und (bis auf Kesbern, das zu Iserlohn kam) alle verbliebenen Mitgliedsgemeinden des Amtes in die Stadt Hemer eingemeindet.
Anfang der 1950er Jahre wurde Deilinghofen Militärstandort für NATO-Truppen. Im Jahr 1953 bezogen zunächst kanadische Truppen zwei nebeneinander liegende Kasernen am Ortsrand, ehe die Einrichtungen 1970 von der British Army übernommen wurden. Im Jahr 1992 zogen die letzten Soldaten aus den Peninsula Barracks und den Barrosa Barracks ab. Nachdem ein Großteil der Gebäude abgerissen worden war, entstand auf der Fläche ein Gewerbepark. In einigen Baracken war seit 1993 bis Ende 2016 die Zentrale Unterbringungseinrichtung (ZUE) für Flüchtlinge des Landes NRW untergebracht. Diese führten die Malteser. Seit 2017 befindet sich die Kommunale Erstaufnahmeeinrichtung für Flüchtlinge dort.

### Wappen
Wie alle Wappen des Amtes Hemer hatte auch Deilinghofen drei Wolfsangeln als Symbol der Familie von Brabeck im Wappen. Die diagonalen Streifen in den märkischen Farben Rot und Silber gehen auf die Familie von Werminghausen zurück, die im 15. und 16. Jahrhundert Herren der Burg Klusenstein im Hönnetal waren. Das Wappen wurde am 14. Juni 1939 gewährt und erlosch mit der Eingemeindung 1975.

## Sport
Überregional bekannt wurde Deilinghofen durch den „Eishockey-Club Deilinghofen“ (ECD). Nachdem einer Straßenmannschaft 1958 die Eishalle der damaligen kanadischen Kaserne zur Verfügung gestellt worden war, folgte 1959 die Vereinsgründung. In der Saison 1977/1978 gelang erstmals der Aufstieg in die erste Eishockey-Bundesliga. Nach Abstieg unter dem neuen Namen „ECD Iserlohn“ im Jahr 1980 wurde der Verein 1983 wieder erstklassig. 1988 musste der Verein Konkurs anmelden. Nach mehreren Neugründungen spielt der Nachfolgeverein „Iserlohn Roosters“ seit der Saison 2000/01 in der Deutschen Eishockey Liga (DEL).
Ein weiterer überregional bekannter Sportverein ist der TV Deilinghofen.

## Naturschutzgebiet Am Tierkoven
Das Naturschutzgebiet Am Tierkoven liegt direkt am östlichen Dorfrand.

## Söhne und Töchter von Deilinghofen
- Gottfried Schnetger (* 24. Dezember 1770 in Deilinghofen; † 16. Januar 1861 in Machern), Kaufmann in Leipzig und Schlossherr auf Schloss Machern
- Gustav Edelhoff (* 26. Juli 1900 in Deilinghofen; † 26. Juni 1986 in Iserlohn), deutscher Entsorgungsunternehmer
- Jörg Schauhoff (* 10. Mai 1943 in Hemer; † 6. März 2024), deutscher Eishockeyspieler